# Cerkiew św. Dymitra w Sanoku (XV wiek)
Cerkiew św. Dymitra – prawdopodobnie pierwsza sanocka cerkiew prawosławna należąca do eparchii przemyskiej (1120–1692), usytuowana była na zamku w Sanoku. 
Pierwsza wiadomość o cerkwi sanockiej, stojącej na wzgórzu zamkowym pochodzi z 1435. Służyła ona załodze zamku i mieszczanom. 
Po zajęciu Sanoka przez Kazimierza Wielkiego w 1340 mnichów prawosławnych usunięto, a na ich miejsce ulokowano zakon franciszkanów. Zamkowa cerkiew pw. św. Dymitra została rozebrana w 1550 podczas przebudowy zamku przez Marcina Wolskiego. 
Druga podmiejska cerkiew odnotowana jest po raz pierwszy w 1507. Obydwie były znacznie starsze. Fundatorem cerkwi był pop Andrzej Kopystyński.
Ludność Sanoka postanowień unii brzeskiej z 1596 nie przyjęła. 
Podczas badań archeologicznych w 2005 odsłonięto ślady cmentarza. 

## Historia
W 981 tereny te zostały podbite przez Ruś Kijowską – wraz z zajęciem przez ruskiego księcia Włodzimierza grodów czerwieńskich. W 1030 r. wareskie wojska Rurykowiczów zagarniają Bełz, a w następnym roku inne grody Lachów aż po San.
Najsilniejszym czynnikiem rutenizującym na tym obszarze była ciągła, intensywna imigracja ludności wschodniosłowiańskiej, uchodzącej przed najazdami tatarskimi i ciągłymi wojnami domowymi gnębiącymi Ruś na względnie bezpieczne tereny lędziańskie. Rutenizujący wpływ miała również działalność cerkwi prawosławnej metropolii kijowskiej.
Latopis hipacki wspomina pod rokiem 1150, że król węgierski Gejza II wyprawiając się przeciw księciu ruskiemu Włodzimierzowi ... korol, że proszed horu [czyli Karpaty] i wzia Sanok horod i posadnika jego Jasza i seła u Peremiszla mnoho wzia. Nadto Sanok jest wymieniany w latach 1202 i 1231 w związku ze stosunkami rusko-węgierskimi. 
Fakt, że było to znaczniejsze osiedle na tym terenie, świadczy lokacja miasta Sanoka na prawie magdeburskim w 1339.